# Chiloplacus symmetricus
Chiloplacus symmetricus är en rundmaskart. Chiloplacus symmetricus ingår i släktet Chiloplacus och familjen Cephalobidae. Arten är reproducerande i Sverige. Inga underarter finns listade i Catalogue of Life.